# Right Down the Line
Right Down the Line är en låt skriven och inspelad av den skotska musikern Gerry Rafferty. Låten släpptes som singel i mitten av 1978, och den nådde #1 på Billboard-listan i september samma år. Det var den tredje singeln från Rafferty's City to City-LP och följde upp hans första stora hit som soloartist, "Baker Street".

## Cover-versioner
- Ron Sexmith spelade låten på en BBC Skottland-hyllning till Gerry Rafferty.
- Bonnie Raitt gjorde en cover på låten 2012, på hennes album Slipstream. Låten nådde #17 på den amerikanska Adult album alternative-listan. [2]
- Lucius spelade in en cover på låten till deras Nudes från 2018.
- Sam Evian spelade in en cover av låten 2019.